# Tarcenay-Foucherans
Tarcenay-Foucherans is een gemeente in het Franse departement Doubs (regio Bourgogne-Franche-Comté). De plaats maakt deel uit van het arrondissement Besançon. Tarcenay-Foucherans is op 1 januari 2019 ontstaan door de fusie van de gemeenten Foucherans en Tarcenay. 

## Geografie
De oppervlakte van Tarcenay-Foucherans bedraagt 24,04 vierkante kilometer; de bevolkingsdichtheid is 64 inwoners per km² (per 1 januari 2019).
De onderstaande kaart toont de ligging van Tarcenay-Foucherans met de belangrijkste infrastructuur en aangrenzende gemeenten.

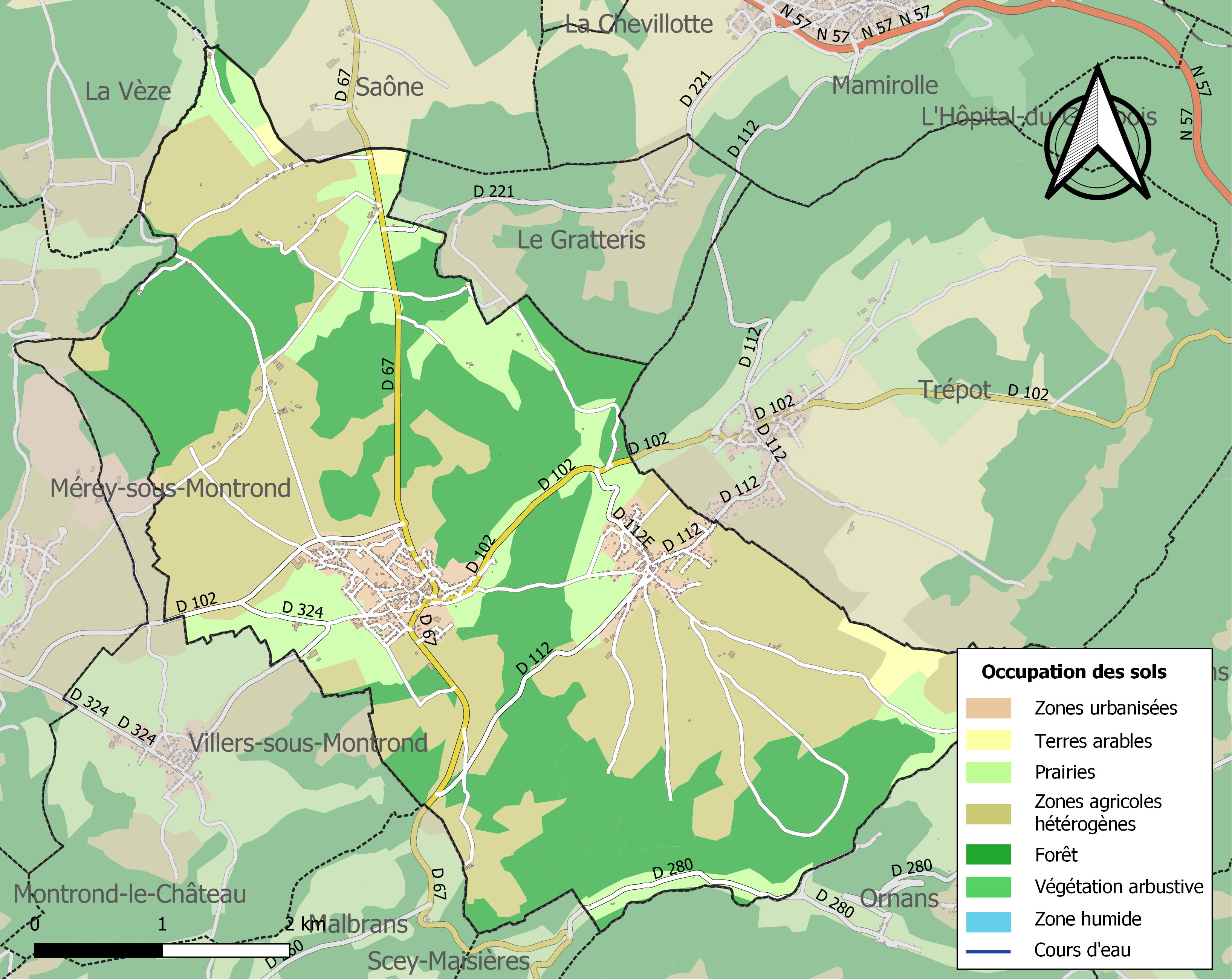